# XML Shareable Playlist Format
XML Shareable Playlist Format (XSPF) es un formato de archivo libre de listas de reproducción basado en XML, patrocinado por la Fundación Xiph.Org.

## Introducción
XSPF es el formato XML para compartir listas de reproducción, se pronuncia spiff y es el acrónimo para XML Shareable Playlist Format. Es libre, portátil y bien-diseñado.
Una lista de reproducción XSPF una secuencia de objetos a ser representados. Los objetos pueden ser audio, video, texto, listas de reproducción, o cualquier otro tipo de medio. La función de una lista de reproducción es identificar los objetos y comunicar su orden.

## Puntos clave
- A diferencia de M3U, XSPF es XML.
- A diferencia de SMIL, XSPF es simple.
- A diferencia de ASX, XSPF es libre.

## Especificaciones
La versión 0 de XSPF fue finalizada y congelada a finales de abril de 2004. La versión 1 fue finalizada y congelada en marzo de 2005. La diferencia entre ellas es sutil y mínima, por lo que se recomienda usar la versión 1.

### Ejemplo de un archivo XSPF
```
<?xml version="1.0" encoding="UTF-8"?>

<playlist
 
version=
"1"
 
xmlns=
"http://xspf.org/ns/0/"
>

  
<trackList>

    
<location>
file:///C:/music/foo.mp3
</location>

    
<track>

      
<title>
cancion_1.mp3
</title>

      
<location>
file:///mp3s/canción_1.mp3
</location>

    
</track>

    
<track>

      
<title>
External
 
Example
</title>

      
<location>
http://www.example.com/music/bar.ogg
</location>

    
</track>

  
</trackList>

</playlist>

```